# Freccia (1930)
Freccia – włoski niszczyciel z okresu międzywojennego i II wojny światowej typu Dardo, znanego też jako typ Frecchia. Nosił znak burtowy FR. Zbudowany w Sestri Levante we Włoszech, zwodowany w 1930 roku, wszedł do służby w marynarce włoskiej Regia Marina w 1932 roku. Walczył podczas wojny na Morzu Śródziemnym. Został zatopiony 8 sierpnia 1943 roku w Genui przez lotnictwo.
Uzbrojenie stanowiły cztery armaty kalibru 120 mm w zdwojonych stanowiskach i sześć wyrzutni torped oraz małokalibrowa artyleria przeciwlotnicza, której skład był zmienny. Jego wyporność standardowa wynosiła 1220 ton, a pełna około 2000 ton. Napęd stanowiły turbiny parowe, prędkość projektowa wynosiła 38 węzłów, lecz realna podczas wojny około 30 węzłów.

## Projekt i budowa
„Freccia” była jednym czterech włoskich niszczycieli typu Dardo, znanego w literaturze także jako typ Freccia od pierwszego zbudowanego okrętu. Zostały one zaprojektowane jako niszczyciele średniej wielkości, stanowiące rozwinięcie typu Turbine, dysponujące większą prędkością i zasięgiem pływania. Uzbrojenie stanowiły również cztery armaty kalibru 120 mm w podwójnych stanowiskach, ale nowszego modelu, o dłuższej lufie i większej donośności. Widoczną zmianą stało się zastosowanie jednego szerokiego komina zamiast dwóch, przez co stały się pierwszymi włoskimi niszczycielami o charakterystycznej dla późniejszych konstrukcji jednokominowej architekturze.

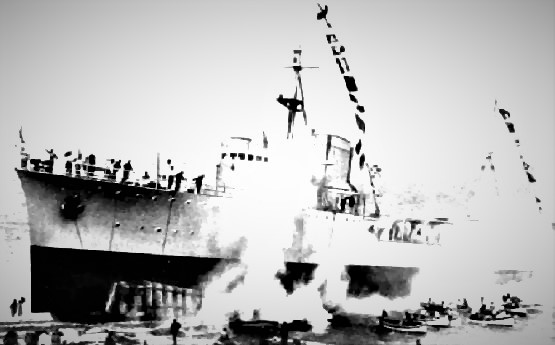
„Freccia” podczas wodowania

„Freccia” została zamówiona razem z pozostałymi okrętami typu w ramach programu na 1928/29 rok. Okręt zbudowano wraz z bliźniaczą „Saettą” w stoczni Cantieri del Tirreno w Riva Trigoso (część Sestri Levante, w prowincji Genua). Stępkę pod jego budowę położono jako drugiego okrętu typu 20 lutego 1929 roku (tego samego dnia co bliźniaczego „Strale”), lecz wodowany był jako pierwszy, 3 sierpnia 1930 roku. Cena kontraktowa wynosiła 13,6 mln lirów. 20 października 1930 roku „Freccia” odbyła próby morskie, również jako pierwszy okręt typu. Nazwa „Freccia” oznaczała: strzała. Otrzymał znak burtowy od skrótu nazwy: FR. Dewizą okrętu było: Deliberata di toccare il segno (pol. „Zdecydowany, by trafić w cel”).

## Skrócony opis

### Opis ogólny

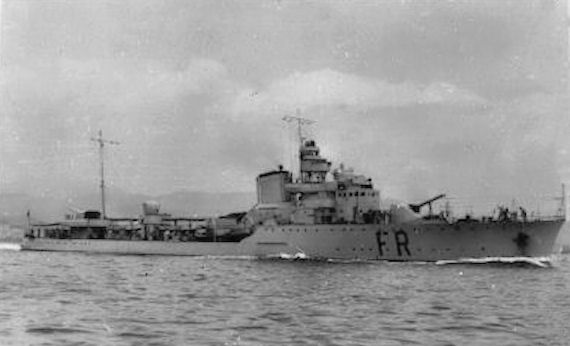
„Freccia” przed 1938

Niszczyciele typu Dardo miały stalowy kadłub z podwyższonym pokładem dziobowym. Sylwetka okrętów wyróżniała się pojedynczym szerokim kominem i zastosowaniem dwóch dwudziałowych stanowisk armat na pokładzie dziobowym i nadbudówce rufowej. „Freccia” i „Saetta” różniły się od drugiej pary okrętów sierpowato wygiętą dziobnicą zamiast prostej. Wyporność pełna okrętów sięgała ok. 2200 ton. Długość całkowita „Freccia” wynosiła 96 m, a na linii wodnej 94,15 m, natomiast szerokość wynosiła 9,75 m. Zanurzenie wynosiło 2,9 m przy wyporności standardowej i 4,3 m przy pełnej.
Załoga etatowo składała się początkowo ze 165 osób, w tym 6 oficerów. Podczas wojny liczebność załogi rosła do ponad 210 osób.
Okręty typu Dardo były napędzane przez dwa zespoły turbin parowych z przekładniami, zasilane przez trzy kotły wodnorurkowe o ciśnieniu roboczym 22 atmosfer, poruszające dwie trzyłopatowe śruby. Kotły i turbiny były wyprodukowane przez stocznię budującą okręt. Projektowa moc wynosiła 44 000 KM, a prędkość maksymalna 38 węzłów. Na próbach „Freccia” rozwinęła średnią moc 46 560 KM i prędkość aż 39,43 w, ale w stanie lekkim przy wyporności 1369 ton. Typowo okręty tego typu w realnych warunkach rozwijały podczas służby prędkość nie większą niż 34 węzły, która u progu II wojny światowej na skutek zużycia mechanizmów spadła do 30–31 węzłów. Normalny zapas paliwa płynnego wynosił 200–430 ton, a pełny 590–640 ton. Zasięg wynosił początkowo 4600 mil morskich przy prędkości 12 węzłów, 3780 Mm przy 18 w, 1970 Mm przy 25 w lub 680 mil przy 32 węzłach.

### Uzbrojenie i jego zmiany
Główną artylerię stanowiły cztery armaty kalibru 120 mm Ansaldo model 1926 o długości lufy L/50 (50 kalibrów). Podwójne podstawy dział z maskami ochronnymi umieszczone były na pokładzie dziobowym i na niskiej nadbudówce na rufie. Kąt podniesienia lufy wynosił do +45°. Działa strzelały pociskami przeciwpancernymi o masie 23,4 kg, burzącymi lub zapalającymi o masie 22,8 kg i oświetlającymi. Strzelały one na odległość do ok. 19 km. Amunicja była rozdzielnego ładowania, przy czym ładunek miotający umieszczony był w łusce. Teoretycznie szybkostrzelność wynosiła do 7–8 strzałów na minutę, lecz w praktyce wynosiła ok. 6 (salwy co 10 sekund). Zapas amunicji wynosił etatowo 800 pocisków (200 na lufę). W latach 1933–1934 na okrętach tego typu ustawiono także dwie haubice kalibru 120 mm OTO model 1933 o długości lufy L/15, przeznaczone tylko do wystrzeliwania pocisków oświetlających podczas walk nocnych. Umieszczone były na obu burtach na końcu pokładu dziobowego, przed jego uskokiem. Zdemontowano je z „Frecci” w styczniu 1941 roku.
Uzbrojenie przeciwlotnicze początkowo stanowiły dwa działka automatyczne kalibru 40 mm Vickers-Terni model 1917 o długości lufy L/39, na podstawach model 1930, umieszczone po obu burtach na pokładzie górnym za kominem. Uzupełniały je cztery karabiny maszynowe kalibru 13,2 mm Breda, podwójnie sprzężone w dwóch stanowiskach na skrzydłach dachu nadbudówki dziobowej. Okręty miały też dwa karabiny maszynowe kalibru 8 mm Breda na przenośnych lawetach.
W styczniu 1941 roku zmodernizowano uzbrojenie przeciwlotnicze, zdejmując karabiny maszynowe 13,2 mm, zamiast których montowano sześć działek automatycznych 20 mm Breda model 1935 L/65 (dwie podwójne podstawy na końcach pokładu dziobowego zamiast haubic 120 mm i dwa pojedyncze w miejscu km-ów 13,2 mm). Przed końcem 1941 roku na okrętach tego typu zdjęto także działka 40 mm i dalmierz na śródokręciu, na platformie którego dodano podwójne działko 20 mm. Podczas remontu zakończonego w maju 1942 roku na „Frecci” dodano dwie pojedyncze armaty automatyczne kalibru 37 mm Breda M.39 L/54 na platformie w miejscu rufowego aparatu torpedowego. Dodano ponadto wówczas trzy pojedyncze działka 20 mm Breda: dwa na pokładzie rufowym i jedno na platformie za kominem nad kożuchem przewodów dymowych, podnosząc ich liczbę do 11.
Uzbrojenie torpedowe stanowiło sześć wyrzutni torpedowych kalibru 533 mm w dwóch potrójnych aparatach torpedowych na pokładzie na śródokręciu. W maju 1942 roku z „Frecci” zdjęto rufowy aparat torpedowy, wzmacniając uzbrojenie przeciwlotnicze. Dopiero od 1937 roku okręty typu Dardo zaczęły być wyposażane w dwie zrzutnie bomb głębinowych na rufie (na trzy bomby o masie 100 kg albo sześć o masie 50 kg każda). Wszystkie okręty były wyposażone w demontowane tory minowe na pokładzie, na których można było zabierać do 54 min kotwicznych typu Bollo, co jednak w praktyce nie było stosowane z uwagi na pogorszenie stateczności. Okręty typu Dardo były ponadto wyposażone w dwa trały typu C z żurawikami do ich obsługi na rufie. Trały były demontowane na początku 1942 roku.

### Wyposażenie
System kierowania ogniem obejmował przede wszystkim dalocelownik SDT na dachu nadbudówki dziobowej, z dwoma stereoskopowymi dalmierzami optycznymi o bazie 3 m i celownikiem APG. Na platformie przed masztem, mieszczącej stanowisko starszego oficera artyleryjskiego, znajdował się inklinometr służący do oceny kąta kursowego celu. Na pokładówce na śródokręciu był trzeci rezerwowy dalmierz 3-metrowy, zdemontowany podczas wzmacniania uzbrojenia przeciwlotniczego w 1941 roku. Okręty miał jeden reflektor o średnicy 90 cm na platformie nad stanowiskiem obserwacyjnym nadbudówce.
Okręty typu Dardo wyposażone były w radiostacje do łączności telegraficznej, z anteną rozciągniętą między masztem dziobowym i rufowym. W 1942 roku usunięto na „Frecci” maszt rufowy, mocując antenę do wytyków z tyłu komina. Od końca lat 30. okręty wyposażano też w radiostacje krótkiego zasięgu RM.4 do łączności fonią, z antenami na mostku. Część okrętów otrzymała wówczas radionamierniki. Do wykrywania okrętów podwodnych służył początkowo tylko szumonamiernik. Dopiero w lipcu 1943 roku „Freccia” otrzymała hydrolokator, a nadto została przygotowana do montażu włoskiego radaru EC-3/ter Gufo, na platformie w miejscu zdemontowanego reflektora, ale anteny radaru nie zdążono już zamontować.
W skład wyposażenia ponadto wchodziła aparatura do stawiania parowej zasłony dymnej montowana w kominie oraz generatory chemiczne zasłony dymnej na rufie.

### Malowanie
Początkowo niszczyciele były malowane w części nadwodnej na kolor jasny popielatoszary, z ciemnoszarym pokładem, a część podwodna była malowana na ciemnnozielono. Na burtach w okolicy dział dziobowych i na rufie malowano na czerwono litery identyfikacyjne. Na początku wojny od lipca 1940 roku na pokłady na dziobie naniesiono biało-czerwone skośne pasy dla identyfikacji z powietrza. W styczniu 1942 roku „Freccia” jako pierwszy okręt typu otrzymała kontrastowy kamuflaż w standardowych kolorach, z ostrych plam ciemnoszarych i jasnych popielatoszarych, z elementami brudnobiałymi, zmieniony latem 1943 roku.

## Służba

### Okres międzywojenny

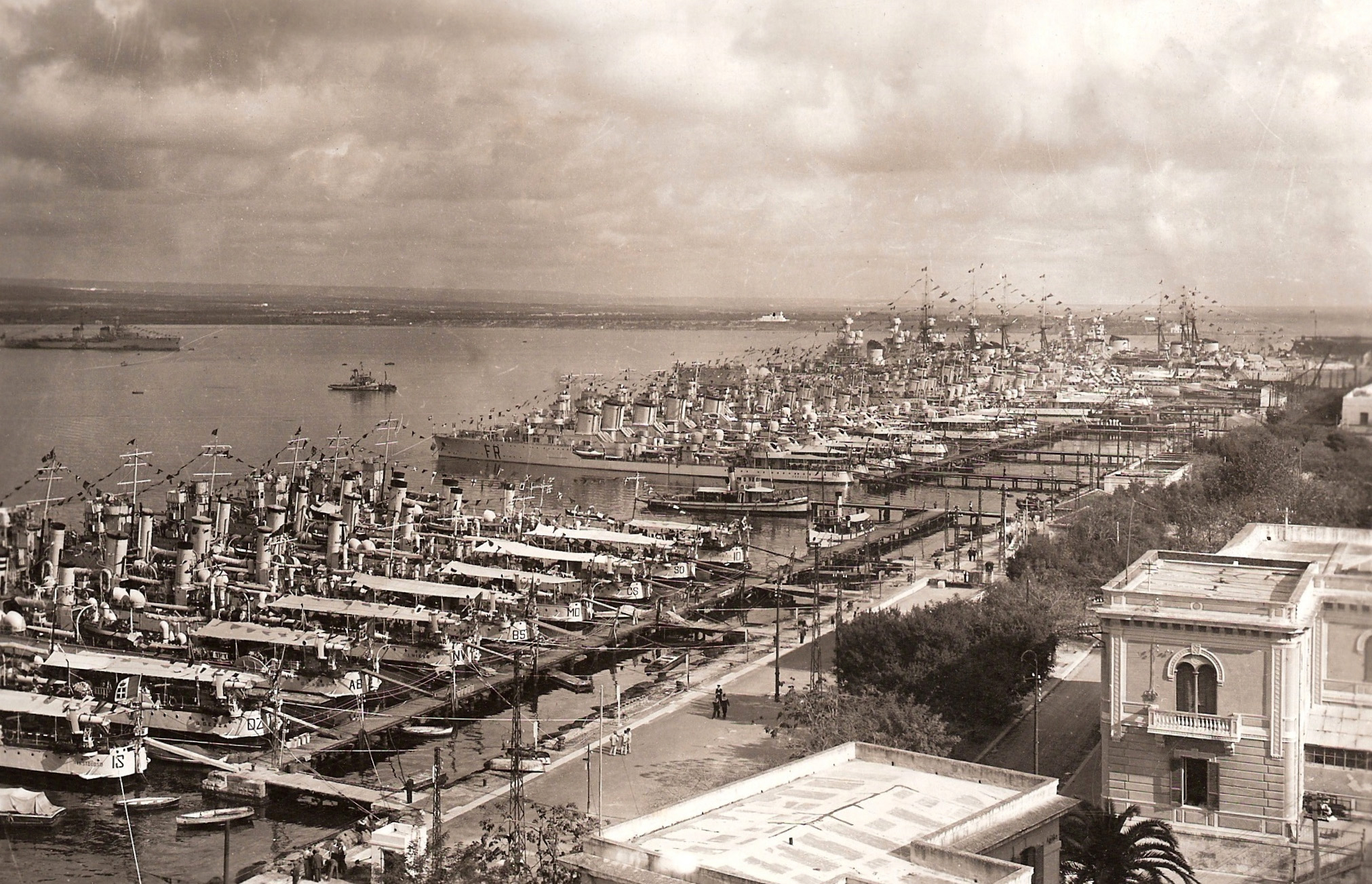
Port w Tarencie na początku lat 30. – w centrum „Freccia” (FR) i okręty jej dywozjonu

„Freccia” weszła do służby w Regia Marina 21 października 1931 roku, jako pierwszy niszczyciel typu. Razem z innymi okrętami tego typu utworzyła 7. dywizjon niszczycieli (squadriglia), będąc jego okrętem flagowym. Podczas hiszpańskiej wojny domowej niszczyciel pełnił służbę na wodach Hiszpanii, biorąc udział w „patrolach neutralności”, a faktycznie wspierając nacjonalistów. Dowódcą był wówczas komandor Della Campagna. W listopadzie 1936 roku patrolował w Cieśninie Sycylijskiej w celu przechwytywania statków z bronią dla republiki. W czerwcu 1937 roku „Freccia” przewiózł z Palmy do Neapolu ciała zabitych członków załogi włoskiego krążownika pomocniczego „Barletta” uszkodzonego przez lotnictwo hiszpańskie. Ponownie patrolował w ramach blokady morskiej latem 1937 roku. Dowódcą był wówczas komandor Ernesto Pacchiarotti. 14 sierpnia „Freccia” przechwycił i zaatakował na północny wschód od Pantellerii tankowiec pod panamską banderą „Geo. W. McKnight” (pojemność 11 231 BRT), armatora Panama Transport Co, wiozący benzynę dla republikanów. Statek określany był też w publikacjach z epoki jako brytyjski „George McKnight”. „Freccia” storpedował statek i ostrzelał 53 pociskami. Tankowiec zapalił się i został opuszczony przez załogę, która została przejęta przez statek „British Commodore”. Spotykane są informacje, że tankowiec dwa dni później zatonął w pobliżu Tunezji. Został on jednak w rzeczywistości ugaszony, uratowany i 1 września odholowany do Triestu.
Jesienią 1937 roku niszczyciele 7. dywizjonu operowały na krótko na Morzu Czerwonym w celu wspierania działań przeciwko powstańcom w Etiopii i złożyły wizytę w Jemenie. Wiosną 1939 roku „Freccia” wziął udział w zajęciu Albanii.

### II wojna światowa

#### 1940 rok
Po przystąpieniu Włoch do II wojny światowej 10 czerwca 1940 roku „Freccia” była nadal okrętem flagowym 7. dywizjonu niszczycieli, bazującego w Tarencie i przydzielonego do 5. dywizjonu okrętów liniowych. Dowódcą był wówczas kmdr Amleto Baldo.
„Freccia” wziął udział w bitwie koło przylądka Stilo, wychodząc 7 lipca 1940 roku w morze w eskorcie pancerników „Conte di Cavour” i „Giulio Cesare”. „Freccia” z bliźniaczą „Saettą” osłaniały pancerniki podczas walki artyleryjskiej 9 lipca, a po trafieniu „Giulio Cesare” stawiały zasłonę dymną, osłaniając odwrót sił głównych. Wykonały następnie o 16:18 atak torpedowy na brytyjskie krążowniki i podjęły z nimi pojedynek artyleryjski, ale torpedy były niecelne. „Freccia” wraz z dywizjonem ponownie eskortowała te pancerniki podczas operacji 30 sierpnia – 1 września i 7–8 września, bez starć z nieprzyjacielem. 27 listopada „Freccia”, „Dardo” i „Saetta” eskortowały pancernik „Giulio Cesare” podczas starcia koło przylądka Spartivento.

#### 1941–42
W styczniu 1941 roku „Freccię” poddano modernizacji uzbrojenia przeciwlotniczego. Od początku tego roku niszczyciele włoskie zaczęły być używane głównie do zadań osłony konwojów z zaopatrzeniem z Włoch do północnej Afryki, wobec czego wszystkie niszczyciele typu Dardo zostały przydzielone do grupy niszczycieli eskortowych.
Między 5 a 11 lutego 1941 roku „Freccia” eskortowała konwój czterech statków pasażerskich transportujących wojsko z Neapolu do Trypolisu i z powrotem, który przeszedł bez strat. 21 lutego „Freccia” wyszła z Trypolisu w składzie eskorty trzech niemieckich transportowców, z których brytyjski okręt podwodny „Regent” uszkodził torpedą statek „Menes” (odholowany następnie przez „Saettę”). W marcu „Freccia” doprowadziła trzy konwoje bez strat. W toku dalszej służby konwojowej, między innymi 24 maja 1941 roku „Freccia” eskortował ponownie konwój statków pasażerskich transportujących wojsko z Neapolu do Trypolisu, z którego składu po godz. 21:41 brytyjski okręt podwodny HMS „Upholder” storpedował i zatopił statek „Conte Rosso”. Ataki bombami głębinowymi „Frecci” nie przyniosły rezultatu. Konwój powrotny 25–28 maja przeszedł już bez strat.
W dniach 16–18 sierpnia „Freccia” eskortowała konwój sześciu statków z Neapolu do Trypolisu, spośród których „Maddalena Odero” został storpedowany 17 sierpnia przez brytyjski samolot z Malty (później zatopiony). 19 września, podczas ataku na kolejny konwój do Trypolisu eskortowany przez „Freccię”, brytyjski samolot uszkodził statek „Col di Lana”.
11 grudnia 1941 roku „Freccia” samotnie eskortował z Argostoli do Benghazi statek „Calitea”, który jednak został zatopiony przez brytyjski okręt podwodny wkrótce po wyjściu w rejs.
Między lutym a majem 1942 roku „Freccia” przeszedł drugą modernizację uzbrojenia, podczas której zamieniono rufowy aparat torpedowy na dalsze działka przeciwlotnicze.
28 grudnia 1942 roku „Freccia” eskortował z Trapani do Tunisu niemiecki statek „Iseo”, który 29 grudnia ok. 3:30 został zbombardowany przez lotnictwo brytyjskie w pobliżu przylądka Bon i eksplodował. Wybuch oraz bliskie wybuchy bomb spowodowały uszkodzenia na „Frecci”. Niszczyciel uratował 42 z 90 osób załogi statku, po czym został skierowany do remontu w Neapolu, a następnie Genui.
Remont połączony z modernizacją przeciągnął się do lata 1943 roku. Na etapie wyposażania „Freccia” w nocy z 7 na 8 sierpnia 1943 został zatopiony w nalocie brytyjskim na Genuę, tonąc o 1:25 przy nabrzeżu z przechyłem na lewą burtę. Niemcy po zajęciu miasta wyprostowali okręt, ale zrezygnowali z remontu i przystąpili do złomowania. Pozostałości wydobyto i złomowano w kwietniu 1949 roku.
We włoskiej służbie podczas wojny okręt 165 razy wychodził w morze i przepłynął 68 062 mile morskie w czasie 4732 godzin w morzu – najwięcej spośród okrętów typu Dardo i pochodnego typu Folgore. W tym, 7 razy wychodził w celu osłony okrętów, 92 razy w celu konwojowania i 5 razy na poszukiwanie okrętów podwodnych.